# قوس جنوبی

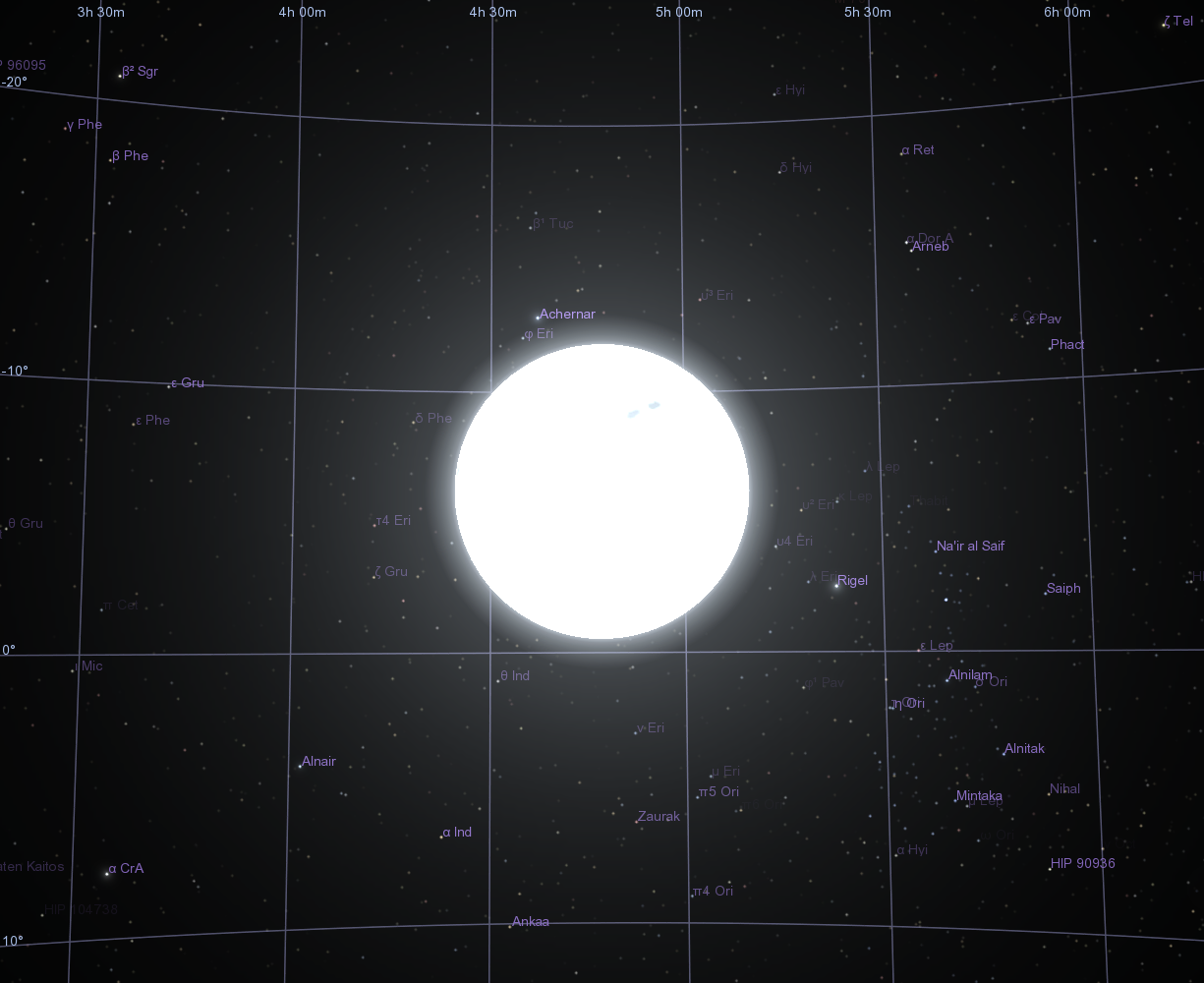
Kaus Australis

قوس جنوبی یا اپسیلون کمان یک ستاره است که در صورت فلکی کمان قرار دارد.